# Jarnik
Jarnik (Samolus L.) – rodzaj roślin z rodziny pierwiosnkowatych. Obejmuje 12–14 gatunków. Rośliny te występują głównie na słonych mokradłach w rejonie wybrzeży na półkuli południowej; w Ameryce Południowej i w południowej Afryce, poza tym w Ameryce Środkowej i Północnej (3 gatunki) oraz w Eurazji, w której rozprzestrzeniony jest jeden gatunek – jarnik solankowy, będący także jedynym przedstawicielem rodzaju we florze polskiej.

## Morfologia
PokrójRośliny zielne lub drewniejące u nasady, jednoroczne i byliny. Pędy prosto wzniesione lub podnoszące się, pojedyncze lub rozgałęzione.
LiścieSkrętoległe, u nasady pędu często skupione w rozetę przyziemną. Blaszka łopatkowata, eliptyczna do zaokrąglonej, zwykle tępo zakończona, rzadko ostra. Całobrzega, rzadko słabo karbowana. Blaszka gładka, rzadziej niewyraźnie punktowana.
KwiatyZebrane od 3 do 70 w groniaste kwiatostany szczytowe lub wyrastające w kątach liści, rzadko kwiaty pojedyncze. Kwiaty szypułkowe, z przysadkami lub bez nich u nasady. Kielich z 5 działek u nasady zrosłych, w górze z trójkątnymi lub jajowatymi ząbkami dłuższymi lub krótszymi od rurki. Korona biała lub różowawa, z 5 zrośniętych płatków, o rurce zwykle krótszej od ich wolnych końców. Pręciki w liczbie 5, osadzone na bardzo krótkich nitkach przy końcu rurki korony. 5 prątniczków. Zalążnia wpół dolna, z licznymi zalążkami. Szyjka słupka krótka, z główkowatym lub rozwidlonym znamieniem.
OwoceKulistawe torebki o barwie jasnobrązowej do ciemnobrązowej, zawierające ponad 20 drobnych nasion.

## Systematyka
Rodzaj z plemienia Samoleae z podrodziny Theophrastoideae z rodziny pierwiosnkowatych Primulaceae.
Wykaz gatunków
- Samolus caespitosus Keighery
- Samolus cinerascens (B.L.Rob.) Pax & R.Knuth
- Samolus dichondrifolius Channell
- Samolus ebracteatus Kunth
- Samolus eremaeus S.W.L.Jacobs
- Samolus junceus R.Br.
- Samolus latifolius Duby
- Samolus parviflorus Raf.
- Samolus porosus (L.f.) Thunb.
- Samolus repens (J.R.Forst. & G.Forst.) Pers.
- Samolus spathulatus (Cav.) Duby
- Samolus subnudicaulis A.St.-Hil.
- Samolus vagans Greene
- Samolus valerandi L. – jarnik solankowy